# Tropico
Tropico är ett stadsbyggarspel, utvecklat av PopTop och utgivet i april 2001.
I spelet får spelaren i rollen som diktatorn El Presidente kontrollen över den fiktiva önationen Tropico i Karibien under tiden för Kalla kriget från 1950-talet och framåt. Spelet har fått ett antal expansioner och kommit i olika utgåvor, däribland Tropico: Paradise Island och Tropico: Mucho Macho Edition, innehållande originalspelet och Paradise Island-expansionen.
En uppföljare till spelet, Tropico 2: Pirate Cove, släpptes den 8 april 2003. Tropico 3, den tredje delen i serien, släpptes i USA i oktober 2009, en expansion till detta spel, Tropico 3: Absolute Power, släpptes 2010. Tropico 4, den fjärde delen i serien, släpptes augusti 2011, Tropico 4: Modern Times, en expansion till den fjärde delen, släpptes mars 2012, och Tropico 5, den femte delen, släpptes maj 2014.